# Pericyma atrosuffusa
Pericyma atrosuffusa là một loài bướm đêm trong họ Erebidae.